# イベルワールド

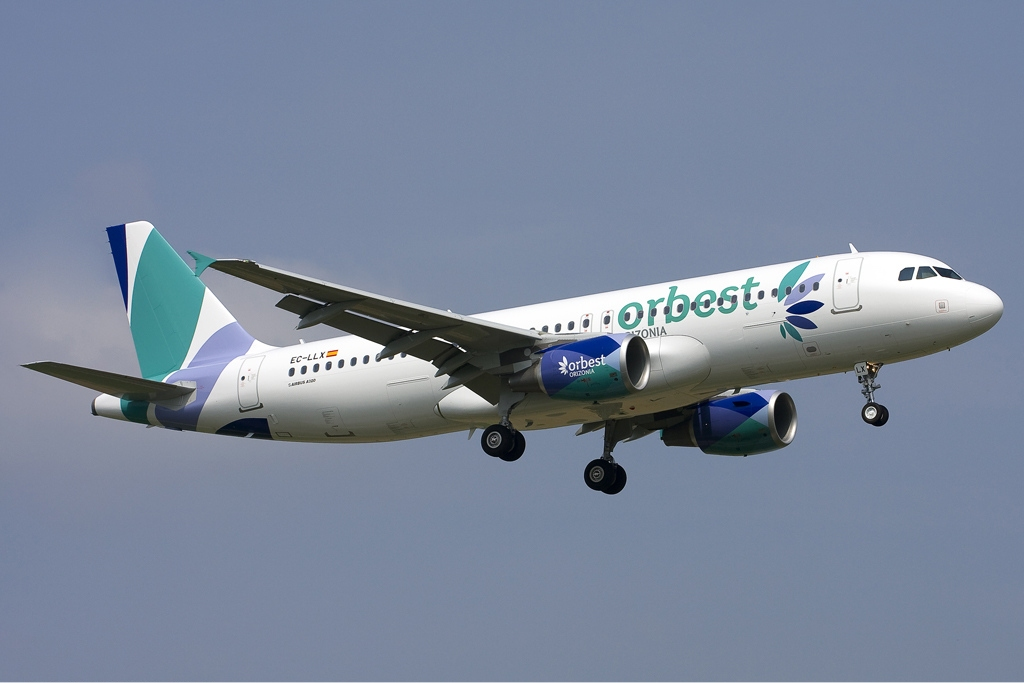
イベルワールドのA320

イベルワールド (Iberworld Airlines)はパルマ・デ・マヨルカを拠点としたスペインの航空会社。

## 特徴
スペイン国内の定期路線とヨーロッパ、カリブ海地域各地へのチャーター路線を運航している。

## 機材
イベルワールドの運航機材は2008年2月現在、以下の通り。 
- エアバス A320-200 7機
- エアバス A330-300 3機 (うち1機はXL航空として運航)

1. ↑  http://www.ch-aviation.ch/airlinepage.php?code1=IWD&al_op=1